# LXVII. Armeekorps (Wehrmacht)

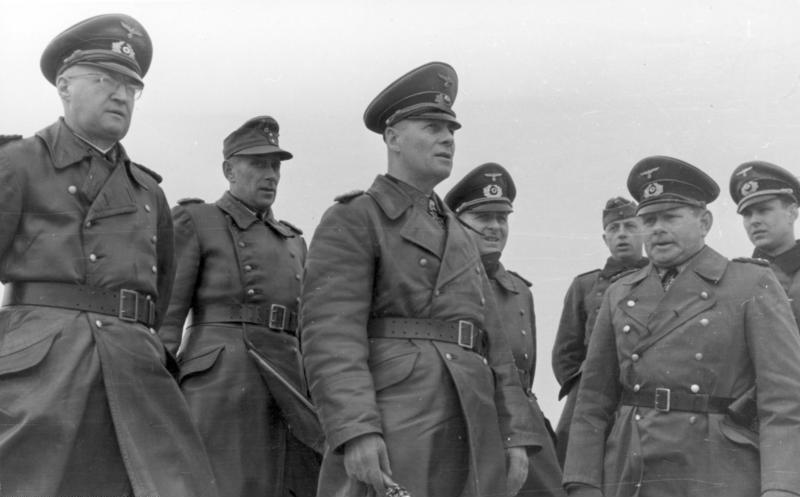
Fischer von Weikersthal (erste Reihe ganz links) an der Somme-Mündung, März 1944

Das LXVII. Armeekorps war ein Armeekorps der deutschen Wehrmacht im Zweiten Weltkrieg. Es entstand im Januar 1944 aus dem am 24. September 1942 gebildeten LXVII. Reservekorps mit Standort in Brüssel.

## Geschichte
Das Generalkommando LXVII. Reservekorps wurde am 24. September 1942 im Wehrkreis II (Stettin) aufgestellt, welches zur Führung von Reservedivisionen beim Oberbefehlshaber West vorgesehen war. Das Generalkommando war bis Januar 1944 zur Verfügung der Heeresgruppe D gesetzt und hatte den Standort in Brüssel.
General der Infanterie Walther Fischer von Weikersthal wurde am 25. September 1942 zum Kommandierenden General des LXVII. Reservekorps ernannt. Am 20. Januar 1944 wurde das Generalkommando in Generalkommando LXVII. Armeekorps umbenannt. Im Februar und März 1944 war das Armeekorps weiterhin bei der Heeresgruppe D unter der 15. Armee. Von Mai bis November des gleichen Jahres wechselte die Unterstellung der 15. Armee zu Heeresgruppe B. In dieser Zeit des Jahres 1944 war das Korps in Amiens und ab Mai auch in Breda. Ab September 1944 hielt das Armeekorps unter dem General der Infanterie Otto Sponheimer mit immer weniger Soldaten, u. a. da die zugeteilten Division schlecht ausgerüstet und die 719. Infanterie-Division vom LXVII. Armeekorps abgezogen wurde, das Gebiet um Antwerpen. Der Vormarsch der Alliierten konnte nicht verhindert werden und nachdem Bergen op Zoom verloren wurde, wurde Sponheimer am 25. Oktober 1944 vom Kommando entbunden.
Im Dezember 1944 erfolgte die Unterstellung des Korps unter die 1. Fallschirm-Armee bei der Heeresgruppe H mit Einsatzgebiet um Breda. Im Januar 1945 kam das Korps zurück nach Deutschland und kämpfte bei Aachen wieder mit der Unterstellung unter die 15. Armee bei der Heeresgruppe B. Im Februar/März 1945 wechselte das Korps innerhalb der Heeresgruppe zur 5. Panzerarmee und stand um Roer. Zu Kriegsende kam das Korps zur 11. Armee, Heeresgruppe D, war um Kassel und später im Harz aktiv. Der Kommandierende General des LXVII. Armeekorps, General der Infanterie Otto Hitzfeld, hatte vom 2. bis 8. April 1945 zeitweise das Kommando über die 11. Armee übernommen. Am 7. April 1945 befahl Hitzfeld seinen Truppen einen schrittweisen Rückzug ostwärts bis zur Leine, um östlich dieses Flusses eine neue Position zu beziehen. Weil in Göttingen tausende Verwundete in Lazaretten waren, erklärte er dann aber Göttingen zur offenen Stadt. Anschließend gab er das Kommando über die 11. Armee an General Walther Lucht ab.

## Gliederung
- Arko 467
- Korps-Nachrichten-Abteilung 467

## Kommandierende Generale
- General der Infanterie Walther Fischer von Weikersthal, Aufstellung – 1. Juni 1944
- Generalleutnant Alfred Gause, 1. Juni 1944 – 7. Juni 1944 m.st.F.b.[6]
- General der Infanterie Walther Fischer von Weikersthal, 7. Juni 1944 – 24. Juli 1944
- Generalleutnant Carl Püchler, 24. Juli 1944 – 25. Juli 1944 m.F.b.
- General der Infanterie Otto Sponheimer, 25. Juli 1944 – 25. Oktober 1944
- Generalleutnant Friedrich-August Schack, 25. Oktober 1944 – 28. Oktober 1944 m.st.F.b.
- General der Infanterie Carl Püchler, 28. Oktober 1944 – 30. November 1944
- Generalleutnant Felix Schwalbe, Dezember 1944 m.st.F.b.
- General der Infanterie Otto Hitzfeld, 17. Dezember 1944 – 19. April 1945